# Umma gumma
Umma gumma (лат.) — вид стрекоз из семейства красотки (Calopterygidae). Экваториальная Африка: Габон, Камерун, Конго (Киншаса), Конго (Браззавиль).
Ученые из Международного института исследования видов Аризонского университета признали его открытие одним из 10 самых интересных видов живых организмов, описанных в 2016 году.

## Описание
Среднего размера зеленовато-синие, металлически блестящие стрекозы (ноги тёмно-коричневые до чёрного). Длина тела около 5 см, крыла — около 3 см. Вид был впервые описан в 2015 году энтомологами Клаасом Дийкстра (Klaas-Douwe B. Dijkstra; Naturalis Biodiversity Center, Лейден, Нидерланды), Йенсом Киппингом (Jens Kipping; BioCart Environmental Consulting, Taucha/Лейпциг, Германия) и Николасом Мезьером (Nicolas Mézière; Куру, Французская Гвиана).
Видовое название дано в честь музыкального альбома Ummagumma культовой британской рок-группы «Pink Floyd».